# 松緑神道大和山
松緑神道大和山（しょうろくしんとうやまとやま）とは、青森県東津軽郡平内町に本部を置く神道系の新宗教（宗教法人）である。1930年（昭和5年）1月5日創設。創始者は大和松風（やまと まつかぜ、教祖。本名：田澤清四郎（たざわ せいしろう）、1884年2月4日 - 1966年11月18日）。現在の代表は大和松園（やまと しょうえん、第三代教主。本名：田澤清喜（たざわ きよのぶ））。

## 概要
教祖・大和松風は、神の啓示により、人々が共に生きる「共生の世」を願い、理想郷の実現を目指し、その模型として新しい共同体の整備を進めた。教団は、東京都港区の面積に匹敵する2000ヘクタールにわたる山あいの土地を持ち、一部の信者たちはそこで自給自足的な共同生活を営んでいる。ここでは神殿などの宗教施設のほか、信者の居住・宿泊施設、子弟が通う全寮制の松風塾高等学校を備え、田畑ではさまざまな農作物が生産され、自家用水力発電設備が設置されるなど、基本的に自給自足で賄える態勢が取られている。信者は、この場所以外で生活することも可能で、青森県と北海道を中心に全国に広がっている。信者の遺骨は同じ場所に納められ、共同納骨されるという独特の埋葬法をとる。1970年代には、コミューン志向的な形態が注目された。公称信者数は約40,000人。

## 教旨
神を信じて生きる境地、そして厳しい修行と精進に励むことによってもたらされる心境、この二つを培うことが真の救いにつながるという「自他力本願」を説く。

## 沿革
- 1918年（大正7年）春 - 田澤清四郎が、製炭場の監督として外童子山に移り住む。
- 1919年（大正8年）4月12日 - 外童子山中で大きな星が昇っていく霊現象を拝し、『この星は九曜の星という神であって、われ神に使われる神であるぞよ。汝の一生一代を護る神なるぞよ』との啓示を受ける。これを機に宗教専従の生活に入る。
- 1930年（昭和5年）1月5日 - 松緑神道大和山会を結成。
- 1952年（昭和27年）12月 - 宗教法人の認可を受ける。
- 1984年（昭和59年）12月 - 比叡山延暦寺から「不滅の法灯」の分灯を受ける。

## 年中行事
- 1月1日：歳旦祈願祭
- 1月初旬：青年教徒冬期修行会
- 5月1日：教主誕生祭
- 旧4月12日：教祖さま入山記念日
- 7月中旬：光霊殿例祭
- 8月上旬：林間学校
- 8月中旬：全国青年研修会
- 旧8月23日：大和山大祭日
- 11月中旬：越年感謝祭
- 12月31日：大晦祭　人形代神符修祓祈願祭

また、月例行事として、毎月18日を「世界平和祈願日」と定めている。

## 交通
- 青い森鉄道青い森鉄道線小湊駅下車、タクシーで約20分。
- 国道4号清水川より、県道123号線を青森方面へ約12km。